# Friedrich Stock (Politiker, 1913)
Friedrich Stock (* 3. Januar 1913 in Freudenstadt; † 10. März 1978 ebenda) war ein deutscher Politiker (FDP/DVP).

## Leben und Beruf
Nach der Mittleren Reife an der Oberschule in Freudenstadt absolvierte Stock eine kaufmännische Lehre im elterlichen Betrieb und arbeitete anschließend als Einzelhandelskaufmann in Stuttgart und Essen. Zum 1. Mai 1933 trat er der NSDAP bei. Von 1934 bis 1945 leistete er Reichsarbeitsdienst und nahm als Soldat am Zweiten Weltkrieg teil, zuletzt als Leutnant der Reserve. Später war er Präsident des Südwestdeutschen Einzelhandelsverbandes und Mitglied des Präsidiums der Hauptgemeinschaft des Deutschen Einzelhandels.

## Partei
Stock trat nach 1945 in die Demokratische Volkspartei (DVP) ein, die sich 1948 mit anderen liberalen Verbänden zur FDP/DVP zusammenschloss. Er war lange Zeit Gemeinderat und stellvertretender Bürgermeister in Freudenstadt.

## Abgeordneter
1956 wurde er in den Baden-Württembergischen Landtag gewählt, dem er bis 1972 angehörte. Von 1964 bis 1968 war er Vorsitzender der FDP/DVP-Landtagsfraktion.

## Ehrungen und Auszeichnungen
1975: Verdienstmedaille des Landes Baden-Württemberg